# NGC 3861
NGC 3861 é uma galáxia espiral na direção da constelação de Leo. O objeto foi descoberto pelo astrônomo John Herschel em 1827, usando um telescópio refletor com abertura de 18,7 polegadas. 